# Perrine Monogatari
Perrine Monogatari (яп. ペリーヌ物語, Пері:ну моноґатарі, укр. Історія Перрін) — аніме-серіал режисера Сайто Хіросі 1978 року, створений студією Nippon Animation. Є частиною серії «Кінотеатр світових шедеврів». Історія заснована на романі «У сім'ї» французького письменника Гектора Мало.

## Сюжет
Перрін Пандавуан — дванадцятирічна дівчинка, дочка батька-француза і матері-напівіндіанки. На самому початку історії Едмон, батько Перрін вмирає в Боснії. Перед смертю він просить своїх дружину і дочку повернутися в його рідне місто Марокур, де його батько, Вульфран, володіє фабрикою та сімейним маєтком. Перрін зі своєю матір'ю заробляють, роблячи фотографії під час подорожі. Але в Парижі Марі, мати Перрін, серйозно хворіє і в підсумку вмирає. На смертнім одрі вона розповідає Перрін, що та не повинна очікувати добродушності від свого діда, оскільки той був проти її шлюбу з Едмоном.
Після смерті матері Перрін одна відправляється в Марокур, пройшовши майже 150 кілометрів пішки і ледь не загинувши від голоду. Дійшовши до Марокура, Перрін відправляється на бавовняну фабрику свого діда і влаштовується туди працювати, назвавшись фальшивим іменем Орелі, щоб заздалегідь оцінити обстановку.